# Elecciones municipales de Abancay de 2022
Las elecciones municipales de Abancay de 2022 se llevaron a cabo el 2 de octubre de 2022 para elegir al alcalde y al Concejo Provincial de Abancay para el periodo 2023-2026. La elección se celebró simultáneamente con elecciones regionales y municipales (provinciales y distritales) en todo el Perú.
Néstor Peña Sánchez, de Alianza para el Progreso, se alzó con la victoria en los comicios provinciales. Esta elección marcó la primera vez en más de treinta años que un partido político nacional ganó la alcaldía provincial en la capital de Apurímac, desde que Izquierda Unida lo consiguió en 1989. Este resultado también representó el mejor desempeño conseguido por el apepismo en Abancay desde su primera participación en 2006. Por otro lado, la participación en las elecciones fue la más baja registrada desde 1998.
A pesar del éxito significativo en la elección provincial, Alianza para el Progreso perdió todos los concejos distritales que tenía. Progresista de Apurímac fue el partido más votado en los comicios distritales, incluyendo en Curahuasi, el distrito más poblado de la provincia, logrando el control de dos concejos, mismo número obtenido por Acción Popular, que ganó en un distrito de Abancay por primera vez desde 1983. El Frente de la Esperanza consiguió ganar tres alcaldías distritales. Somos Perú ganó un distrito, la primera vez que lo conseguía desde 1998.

## Sistema electoral
La Municipalidad Provincial de Abancay es el órgano administrativo y de gobierno de la provincia de Abancay. Está compuesta por el alcalde y el Concejo Provincial.
La votación del alcalde y el concejo se realiza en base al sufragio universal, que comprende a todos los ciudadanos nacionales mayores de dieciocho años, empadronados y residentes en la provincia de Abancay y en pleno goce de sus derechos políticos, así como a los ciudadanos no nacionales residentes y empadronados en la provincia de Abancay. No hay reelección inmediata de alcaldes.
El Concejo Provincial de Abancay está compuesto por 11 regidores elegidos por sufragio directo para un período de cuatro (4) años, en forma conjunta con la elección del alcalde (quien lo preside). La votación es por lista cerrada y bloqueada. Se asigna a la lista ganadora los escaños según el método d'Hondt o la mitad más uno, lo que más le favorezca.

## Composición del Concejo Provincial de Abancay
La siguiente tabla muestra la composición del Concejo Provincial de Abancay antes de las elecciones.
| Partidos | Partidos                            | Regidores |
| -------- | ----------------------------------- | --------- |
|          | Movimiento Regional Llankasun Kuska | 7         |
|          | Movimiento Popular Kallpa           | 2         |
|          | Alianza para el Progreso            | 1         |
|          | Frente Amplio                       | 1         |

## Elecciones internas
Los partidos políticos realizaron la convocatoria a elecciones internas (15–22 de enero de 2022) para definir a los candidatos de sus organizaciones en listas cerradas y bloqueadas. Se sometieron a elección las candidaturas a:
- Alcaldía Provincial de Abancay (1 candidatura).
- Concejo Provincial de Abancay (11 candidaturas).
- Alcaldías distritales de Abancay (8 candidaturas).
- Concejos distritales de Abancay (40 candidaturas).

Existen dos modalidades para la organización de las elecciones internas:
- Modalidad de elección directa: con voto universal, libre, voluntario, igual, directo y secreto de los afiliados. Fue la modalidad utilizada por Alianza para el Progreso,[7] Acción Popular,[8] Somos Perú,[9] Progresista de Apurímac[10] y el Partido Morado.[11] Las elecciones se realizaron el 15 de mayo de 2022.
- Modalidad de delegados: a través de delegados previamente elegidos mediante voto universal, libre, voluntario, igual, directo y secreto de los afiliados. Fue la modalidad utilizada por Frente de la Esperanza[12] y Hatariy Apurímac.[13] Las elecciones se realizaron el 22 de mayo de 2022.

## Partidos y candidatos
A continuación se muestra una lista de los principales partidos y alianzas electorales que participan en las elecciones:
| Candidatura | Candidatura | Partidos y alianzas                    | Candidato | Candidato                 | Ideología                                                          | Resultado previo | Resultado previo | Ref.   |
| Candidatura | Candidatura | Partidos y alianzas                    | Candidato | Candidato                 | Ideología                                                          | Votos (%)        | Reg.             | Ref.   |
| ----------- | ----------- | -------------------------------------- | --------- | ------------------------- | ------------------------------------------------------------------ | ---------------- | ---------------- | ------ |
|             | APP         | Lista - Alianza para el Progreso (APP) |           | Néstor Peña Sánchez       | Liberalismo económico Conservadurismo liberal Populismo de derecha | 18.60%           | 1                | [ 14 ] |
|             | AP          | Lista - Acción Popular (AP)            |           | John Váscones Soria       | Partido atrapalotodo                                               | 4.67%            | 0                | [ 14 ] |
|             | SP          | Lista - Somos Perú (SP)                |           | Sara Cuéllar Laupa        | Democracia cristiana Conservadurismo social                        | 3.13%            | 0                | [ 14 ] |
|             | PM          | Lista - Partido Morado (PM)            |           | Reynaldo Baca Sequeiros   | Centrismo Republicanismo Progresismo                               | Nuevo            | Nuevo            | [ 14 ] |
|             | FE          | Lista - Frente de la Esperanza (FE)    |           | Richard Espinoza Palomino | Reformismo                                                         | Nuevo            | Nuevo            | [ 14 ] |
|             | P           | Lista - Progresista de Apurímac (P)    |           | Edwin Aymara Contreras    | Regionalismo apurimeño                                             | Nuevo            | Nuevo            | [ 14 ] |
|             | H           | Lista - Hatariy Apurímac (H)           |           | Moisés Luna Hurtado       | Regionalismo apurimeño                                             | Nuevo            | Nuevo            | [ 14 ] |

## Sondeos de opinión
Las siguientes tablas enumeran las estimaciones de la intención de voto en orden cronológico inverso, mostrando las más recientes primero y utilizando las fechas en las que se realizó el trabajo de campo de la encuesta. Cuando se desconocen las fechas del trabajo de campo, se proporciona la fecha de publicación.
Leyenda:
     Sondeo realizado en el periodo de prohibición legal de la difusión de sondeos de intención de voto.

### Intención de voto
La siguiente tabla enumera las estimaciones ponderadas (sin incluir votos en blanco y nulos) de la intención de voto.
|                                |               |     |      |      |      |      |      |      |  |  |  |
| Elecciones municipales de 2022 | 2 oct 2022    | —   | 30.5 | 24.9 | 13.8 | 13.1 | 12.4 | 5.6  |  |  |  |
|                                |               |     |      |      |      |      |      |      |  |  |  |
| Ipsos Perú/América             | 2 oct 2022    | ?   | 29.3 | 25.5 | 14.9 | –    | 13.1 | 3.8  |  |  |  |
| Ipsos Perú/América             | 2 oct 2022    | ?   | 33.4 | 26.1 | –    | 11.0 | 15.6 | 7.3  |  |  |  |
| Opinium/Radio Titanka          | 2 oct 2022    | ?   | 35.2 | 28.1 | 5.6  | 11.7 | 16.0 | 7.1  |  |  |  |
| Opinium/Radio Titanka          | 1–11 sep 2022 | 383 | 48.0 | 16.9 | 6.5  | 15.6 | 10.4 | 31.1 |  |  |  |

### Preferencias de voto
La siguiente tabla enumera las preferencias de voto en bruto (incluyendo blancos, viciados y sin respuesta) y no ponderadas.
| Encuestadora/Medio             | Fecha         | Muestra | Néstor Peña | Richard Espinoza | Edwin Aymara | John Váscones | Moisés Luna | B/V  | NS/NO | Dif. |  |  |  |  |
| ------------------------------ | ------------- | ------- | ----------- | ---------------- | ------------ | ------------- | ----------- | ---- | ----- | ---- |  |  |  |  |
| Encuestadora/Medio             | Fecha         | Muestra |             |                  |              |               |             |      |       |      |  |  |  |  |
| Elecciones municipales de 2022 | 2 oct 2022    | —       | 25.9        | 21.2             | 11.7         | 11.1          | 10.6        | 15.0 | –     | 4.7  |  |  |  |  |
|                                |               |         |             |                  |              |               |             |      |       |      |  |  |  |  |
| Opinium/Radio Titanka          | 2 oct 2022    | ?       | 32.3        | 25.8             | 5.2          | 10.7          | 14.7        | 8.2  | –     | 6.5  |  |  |  |  |
| Opinium/Radio Titanka          | 1–11 sep 2022 | 383     | 37          | 13               | 5            | 12            | 8           | –    | 23    | 24   |  |  |  |  |

## Resultados

### Sumario general
|                        |                                |              |              |              |           |           |
| Partidos y coaliciones | Partidos y coaliciones         | Voto popular | Voto popular | Voto popular | Regidores | Regidores |
| Partidos y coaliciones | Partidos y coaliciones         | Votos        | %            | +/−          | Total     | +/−       |
|                        | Alianza para el Progreso (APP) | 16,800       | 30.48        | +11.88       | 7         | +6        |
|                        | Frente de la Esperanza (FE)    | 13,744       | 24.93        | Nuevo        | 2         | +2        |
|                        | Progresista de Apurímac (P)    | 7,607        | 13.80        | Nuevo        | 1         | +1        |
|                        | Acción Popular (AP)            | 7,231        | 13.12        | +8.45        | 1         | +1        |
|                        | Hatariy Apurímac (H)           | 6,850        | 12.43        | Nuevo        | 0         | ±0        |
|                        | Somos Perú (SP)                | 2,480        | 4.50         | +1.37        | 0         | ±0        |
|                        | Partido Morado (PM)            | 411          | 0.75         | Nuevo        | 0         | ±0        |
|                        |                                |              |              |              |           |           |
| Total                  | Total                          | 55,123       |              |              | 11        | ±0        |
|                        |                                |              |              |              |           |           |
| Votos válidos          | Votos válidos                  | 55,123       | 84.99        | +4.06        |           |           |
| Votos en blanco        | Votos en blanco                | 4,068        | 6.27         | –1.97        |           |           |
| Votos nulos            | Votos nulos                    | 5,665        | 8.73         | –2.10        |           |           |
| Votos emitidos         | Votos emitidos                 | 64,856       | 77.16        | –0.84        |           |           |
| Abstenciones           | Abstenciones                   | 19,197       | 22.84        | +0.84        |           |           |
| Votantes registrados   | Votantes registrados           | 84,053       |              |              |           |           |
|                        |                                |              |              |              |           |           |
| Fuente:                |                                |              |              |              |           |           |

### Concejo Provincial de Abancay
| Cargo                          | Autoridad electa         | Partido político | Partido político         |
| ------------------------------ | ------------------------ | ---------------- | ------------------------ |
| Alcalde Provincial de Abancay  | Néstor Peña Sánchez      |                  | Alianza para el Progreso |
| Regidor Provincial de Abancay  | José Miranda Espinoza    |                  | Alianza para el Progreso |
| Regidora Provincial de Abancay | Gladys Gómez Gamboa      |                  | Alianza para el Progreso |
| Regidor Provincial de Abancay  | Alain Espinoza Robles    |                  | Alianza para el Progreso |
| Regidora Provincial de Abancay | Vilma Serrano Utani      |                  | Alianza para el Progreso |
| Regidor Provincial de Abancay  | Carlos Vera Hurtado      |                  | Alianza para el Progreso |
| Regidora Provincial de Abancay | Astrid Huamán Montes     |                  | Alianza para el Progreso |
| Regidor Provincial de Abancay  | Marcelino Montes Aguilar |                  | Alianza para el Progreso |
| Regidor Provincial de Abancay  | Juvenal Condoma Ríos     |                  | Frente de la Esperanza   |
| Regidora Provincial de Abancay | Mónica Giraldez Llerena  |                  | Frente de la Esperanza   |
| Regidora Provincial de Abancay | Gloria Sierra Mendoza    |                  | Progresista de Apurímac  |
| Regidora Provincial de Abancay | Myriam Herrera Valdivia  |                  | Acción Popular           |

## Elecciones municipales distritales

### Sumario general
| Partidos y coaliciones                                                                          | Partidos y coaliciones         | Voto popular | Voto popular | Voto popular | Alcaldías | Alcaldías |
| Partidos y coaliciones                                                                          | Partidos y coaliciones         | Votos        | %            | +/−          | Total     | +/−       |
| ----------------------------------------------------------------------------------------------- | ------------------------------ | ------------ | ------------ | ------------ | --------- | --------- |
|                                                                                                 | Progresista de Apurímac (P)    | 7,158        | 28.36        | Nuevo        | 2         | +2        |
|                                                                                                 | Frente de la Esperanza (FE)    | 4,871        | 19.30        | Nuevo        | 3         | +3        |
|                                                                                                 | Acción Popular (AP)            | 4,127        | 16.35        | +15.12       | 2         | +2        |
|                                                                                                 | Somos Perú (SP)                | 3,164        | 12.54        | +7.94        | 1         | +1        |
|                                                                                                 | Alianza para el Progreso (APP) | 2,846        | 11.28        | –17.89       | 0         | –3        |
|                                                                                                 | Hatariy Apurímac (H)           | 1,814        | 7.19         | Nuevo        | 0         | ±0        |
|                                                                                                 | Perú Libre (PL)1               | 985          | 3.90         | –5.90        | 0         | ±0        |
|                                                                                                 | Podemos Perú (PP)              | 236          | 0.93         | Nuevo        | 0         | ±0        |
|                                                                                                 | Partido Morado (PM)            | 40           | 0.16         | Nuevo        | 0         | ±0        |
|                                                                                                 |                                |              |              |              |           |           |
| Total                                                                                           | Total                          | 25,241       |              |              | 8         | ±0        |
|                                                                                                 |                                |              |              |              |           |           |
| Votos válidos                                                                                   | Votos válidos                  | 25,241       | 85.64        | +1.92        |           |           |
| Votos en blanco                                                                                 | Votos en blanco                | 2,216        | 7.52         | –2.67        |           |           |
| Votos nulos                                                                                     | Votos nulos                    | 2,016        | 6.84         | +0.75        |           |           |
| Votos emitidos                                                                                  | Votos emitidos                 | 29,473       | 78.37        | –0.42        |           |           |
| Abstenciones                                                                                    | Abstenciones                   | 8,136        | 21.63        | +0.42        |           |           |
| Votantes registrados                                                                            | Votantes registrados           | 37,609       |              |              |           |           |
|                                                                                                 |                                |              |              |              |           |           |
| Fuente:                                                                                         |                                |              |              |              |           |           |
| Notas al pie: 1 Comparado con los resultados de Perú Libertario (PL) en las elecciones de 2018. |                                |              |              |              |           |           |
| Notas al pie:                                                                                   |                                |              |              |              |           |           |
| 1 Comparado con los resultados de Perú Libertario (PL) en las elecciones de 2018.               |                                |              |              |              |           |           |

### Resultados por distrito
La siguiente tabla enumera el control de los distritos de la provincia de Abancay. El cambio de mando de una organización política se resalta del color de ese partido.
| Distrito             | Alcalde(sa) titular               | Partido político | Partido político          | Alcalde(sa) electo(a)      | Partido político | Partido político        |
| -------------------- | --------------------------------- | ---------------- | ------------------------- | -------------------------- | ---------------- | ----------------------- |
| Chacoche             | Juvenal Camacho Quispe            |                  | Movimiento Popular Kallpa | Guido Alata Suel           |                  | Frente de la Esperanza  |
| Circa                | Santos Sánchez Damian             |                  | Llankasun Kuska           | Julio Hurtado Sullca       |                  | Acción Popular          |
| Curahuasi            | Néstor Jara Pacheco               |                  | Alianza para el Progreso  | Gorky León Ojeda           |                  | Progresista de Apurímac |
| Huanipaca            | Cipriano Otazú Alarcón            |                  | Llankasun Kuska           | Edwin Gutiérrez Carrasco   |                  | Frente de la Esperanza  |
| Lambrama             | Hilario Saldivar Taipe            |                  | Llankasun Kuska           | Ignacio Chipana Pumapillo  |                  | Somos Perú              |
| Pichirhua            | Celso Hurtado Rodríguez           |                  | Llankasun Kuska           | Inosencio Arango Rodríguez |                  | Frente de la Esperanza  |
| San Pedro de Cachora | Timoteo Sullcahuaman Valdiglesias |                  | Alianza para el Progreso  | Nirton Ccahuana Motta      |                  | Acción Popular          |
| Tamburco             | Ramón Camacho Chávez              |                  | Alianza para el Progreso  | Raúl Silva Campos          |                  | Progresista de Apurímac |